# Omaha (Nebraska)
Omaha é uma cidade localizada no estado americano do Nebraska, no condado de Douglas, do qual é sede.
Com mais de 486 mil habitantes, de acordo com o censo nacional de 2020, é a cidade mais populosa do estado e a 39ª mais populosa do país. Quase 24,8% da população total do Nebraska vive em Omaha.
Omaha possui um forte setor financeiro. Algumas de suas fontes de renda são o setor de transportes e de telecomunicações, e a indústria de produtos agro-pecuários. É a cidade natal do 38° Presidente dos Estados Unidos Gerald Ford.

## Geografia
De acordo com o Departamento do Censo dos Estados Unidos, a cidade tem uma área de 376 km², dos quais 366,6 km² estão cobertos por terra e 9,4 km² (2,5%) por água.

### Localidades na vizinhança
O diagrama seguinte representa as localidades num raio de 12 km ao redor de Omaha.

## Demografia
Desde 1900, o crescimento populacional médio, a cada dez anos, é de 14,7%.

### Censo 2020
De acordo com o censo nacional de 2020, a sua população é de 486 051 habitantes e sua densidade populacional é de 1 325,7 hab/km². Seu crescimento populacional na última década foi de 18,9%, bem acima do crescimento estadual de 7,4%. É a cidade mais populosa do estado e a 39ª mais populosa do país.
Possui 207 148 residências que resulta em uma densidade de 565 residências/km² e um aumento de 16,7% em relação ao censo anterior. Deste total, 6,5% das unidades habitacionais estão desocupadas. A média de ocupação é de 2,5 pessoas por residência.

### Censo 2010
Segundo o censo nacional de 2010, sua população era equivalente a 408 958 habitantes e sua densidade populacional era de 1 092,1 hab/km². A cidade possuía 177 518 residências que resultava em uma densidade de 539,3 residências/km².

## Figuras ilustres
- Fred Astaire, ator e dançarino.
- Malcolm X, ativista.
- Marlon Brando, ator.
- Montgomery Clift, ator.
- Elliott Smith, músico.
- Conor Oberst, músico.
- Andy Roddick, tenista.
- Gerald Ford, ex-presidente dos Estados Unidos
- Warren Buffet, 2º homem mais rico do mundo
- Terence Crawford, campeão mundial de boxe do CMB e OMB, categoria peso super-leve.
- Nicholas Sparks, escritor.
- Jorge Garcia, ator da série Lost.
- Jack and Jack, Old Magcon e músicos
- Samuel Wilkinson, cantor
- Nate Maloley, músico
- Nick Nolte, ator.
- Fooligan, motovlogger.
- Andrew Rannells, ator.
- 311, banda de Rock
- Asa White Kenney Billings, engenheiro

## Marcos históricos
O Registro Nacional de Lugares Históricos lista 178 marcos históricos em Omaha. O primeiro marco foi designado em 16 de abril de 1969 e o mais recente em 13 de novembro de 2020.

## Cidades-irmãs
Omaha tem seis cidades-irmãs:
- Braunschweig (Alemanha)
- Naas (Irlanda)
- Yantai, Shandong (China)
- Šiauliai (Lituânia)
- Xalapa, Veracruz (México)
- Shizuoka (Japão)